# Károly Makk
Dans le nom hongrois Makk Károly, le nom de famille précède le prénom, mais cet article utilise l’ordre habituel en français Károly Makk, où le prénom précède le nom.
Károly Makk est un cinéaste hongrois, né le 22 décembre 1925 à Berettyóújfalu (Hongrie) et mort le 30 août 2017 à Budapest (Hongrie).

## Biographie
Károly Makk travaille dans le cinéma dès 1944. Ami de Géza von Radványi, il est son assistant pour le célèbre Quelque part en Europe (1948). En 1949, il est reçu à l'École supérieure d'art dramatique et de cinéma de Budapest, dont il sort diplômé en 1951.
Sa première réalisation, Les Pionniers (Uttőrők, 1949) est interdite par le pouvoir de Mátyás Rákosi et le film ne sera jamais distribué. En revanche, Liliomfi, aimable comédie en costumes et en couleurs, représente la Hongrie au Festival de Cannes 1955. Dès lors, il apparaît comme l'un des artisans du premier renouveau du cinéma magyar, aux côtés de Zoltán Fábri et de Félix Máriássy. La Maison au pied du roc (1959) est la première œuvre de Makk au caractère résolument tragique et sera récompensée d'un Grand prix lors d'un fugace Festival cinématographique à San Francisco.
Les Obsédés (Megszállottak), en 1962, est le premier film hongrois qui, à la suite des événements de 1956, aborde avec un esprit critique le problème permanent de la bureaucratie dans les anciennes « démocraties populaires ». Selon Yvette Biró, « Les Obsédés a été le premier film d'auteur, consciemment voulu comme tel, dont le ton, l'atmosphère, le caractère, réfléchissent les traits psychologiques et le monde intérieur d'un réalisateur inquiet ». 
Débute, pourtant, une longue parenthèse plus obscure et moins significative dans la filmographie du réalisateur qui réapparaît, fort heureusement, au premier plan avec Amour (1971). 
Jeux de chat (1972), Une nuit très morale (1977) et Un autre regard (1982) confirment d'incontestables  « talents de directeur d'acteurs, d'actrices surtout, qui vont de pair avec la création de personnages féminins exceptionnels : ces quatre films sont à l'évidence des films de femmes (comme il y a des films de gangsters et des films de cow-boys) à l'instar de ceux de Márta Mészáros. » (Jean-Pierre Jeancolas : Cinéma hongrois 1963-1988, Éditions du CNRS)  
Il obtient le Prix du Jury au Festival de Cannes 1971 avec son film Amour.
De 2011 à sa mort, il est président de l'Académie Széchenyi des arts et lettres.
Il meurt le 30 août 2017 à Budapest.

## Décoration
- Commandeur avec étoile de l'ordre du Mérite hongrois (2005)

## Filmographie partielle
- 1954 : Liliomfi
- 1955 : Ward No. 9
- 1959 : La Maison au pied du roc (Ház asziklák alatt)
- 1962 : Les Obsédés (Megszállottak)
- 1962 : Lost Paradise (Elveszett paradicsom)
- 1971 : Amour (Szerelem) - Gagnant du Prix du jury du Festival de Cannes en 1971
- 1972 : Jeux de chat (Macskajáték)  - Nomination à l'Oscar du meilleur film en langue étrangère en 1974
- 1972 : Les Évasions célèbres, épisode Le Prince Rakoczi
- 1977 : Une nuit très morale (Egy erkölcsös éjszaka)
- 1982 : Un autre regard (Egymásra nézve) - Gagnant du Prix d'interprétation féminine de Festival de Cannes 1982 pour Jadwiga Jankowska-Cieślak[4]
- 1987 : Le Dernier Manuscrit (Az utolsó kézirat)
- 1991 : Magyar rekviem
- 1997 : Le Joueur (The Gambler) - sur le roman Le Joueur de Fiodor Dostoïevski.
- 2003 : A Long Weekend in Pest and Buda (Egy hét Pesten és Budán)